# The Ruling Class
The Ruling Class ist eine britische Filmkomödie aus dem Jahr 1972 von Peter Medak, Drehbuchautor Peter Barnes adaptierte hierfür sein gleichnamiges Theaterstück.

## Handlung
Ralph Gurney, der 13. Earl of Gurney, kommt durch Spielerei mit Atemkontrolle ums Leben. Sein Nachfolger, der 14. Earl of Gurney, wird Jack Gurney, der sich als Gott sieht und Familie und Freunde mit seinem Gerede über Liebe und Barmherzigkeit schockt. Zudem entwickelt Jack eine Neigung zu spontanem Gesang und Tanz und schläft gerne aufrecht auf einem Kreuz. Die unangenehmen Fakten, die ihn beispielsweise als Earl identifizieren, ignoriert er.
Jacks skrupelloser Onkel Sir Charles verheiratet ihn mit seiner Geliebten Grace. Charles hofft darauf, dass Jack einen Nachfolger zeugt und dann in ein Heim eingewiesen werden kann. Allerdings verliebt sich Grace in Jack. Eine weitere Freundin findet er in Lady Claire, der Frau seines Onkels, die ihren Mann hasst. Claire beginnt eine Affäre mit Jacks Psychiater Dr. Herder, um ihn dazu zu bringen, Jack schneller zu heilen. Herders intensive Psychotherapien bleiben jedoch erfolglos. Jack ist so sehr davon überzeugt, der Gott der Liebe zu sein, dass er gegenteilige Behauptungen als Äußerungen von Wahnsinnigen abtut.
Grace wird schwanger und steht bald kurz vor der Niederkunft. Herder will noch einen Therapieversuch wagen und stellt Jack einem anderen Patienten vor. McKyle glaubt, er sei der „elektrische Messias“, und überzeugt Jack davon, sich einer Elektroschocktherapie zu unterziehen. Die Therapie soll Jack aus seiner Illusion herausholen und ihm klarmachen, dass nicht zwei Männer Gott sein können. Der Plan funktioniert, und als Grace einen gesunden Sohn zur Welt bringt, kehrt Jack heim und ruft: „Ich bin Jack, ich bin Jack.“ Allerdings glaubt er nun, dass er Jack the Ripper sei. Sir Charles lässt Jack von einem anderen Psychiater, Dr. Truscott, untersuchen, damit er ihn danach in eine Anstalt einweisen lassen kann. Doch Truscott kann keine Geisteskrankheit feststellen, im Gegenteil erkennt er in Jack einen alten Klassenkameraden aus dem Eton College.
Jack wandelt sich zu einem brutalen Psychopathen voller Frauenhass, der sich aber in Gesellschaft ganz normal verhält. Als Lady Claire versucht, Jack zu verführen, fühlt er sich dermaßen angeekelt, dass er sie umbringt. Den Mord hängt er Tucker, dem Familienbutler, an. Mit einer scharfen Rede, bei der er für die Todes- und Körperstrafe eintritt, fordert er seinen Einzug ins House of Lords, das Oberhaus des britischen Parlaments. Seine Rede wird von den Lords begeistert aufgenommen. In der Nacht sagt Grace ihm, wie sehr sie ihn liebe. Daraufhin ermordet Jack seine Frau.
Das Ende des Films bleibt offen.

## Kritiken
„Ein wundervoller, wilder Ritt. Peter O’Toole ist außerordentlich.“

„Gewagt, brillant und respektlos, mit etwas, das die beste Leistung von Peter O’Toole sein könnte.“

## Auszeichnungen
Der Film war der britische Beitrag für die Internationalen Filmfestspiele von Cannes 1972 und erhielt eine Nominierung für die Goldene Palme. 1972 wurde Peter O’Toole als bester Hauptdarsteller mit dem NBR Award ausgezeichnet. Im folgenden Jahr wurde er auch für den Oscar in der gleichen Kategorie nominiert.

## Hintergrund
Kurz nach den Dreharbeiten verübte Nigel Green Selbstmord.
O’Toole hatte sich die Filmrechte gesichert, doch wurde das Projekt durch seine Verpflichtungen erst einmal verschoben. Dazu kam ein Krankenhausaufenthalt nach einem Alkoholgelage. Nach einer Zechtour mit Peter Medak rief O’Toole seinen Manager an, der das Projekt nun in die Wege leiten sollte. Am nächsten Tag wurde Medak davon unterrichtet, dass United Artists die Produktion übernehmen würde.